# Siegfried Lipiner
Siegfried Salomo Lipiner (né le 24 octobre 1856 à Jaroslau, mort le 30 décembre 1911 à Vienne) est un écrivain autrichien.

## Biographie
Les parents de Lipiner sont juifs. Lipiner s'installe à Vienne à 15 ans et est élève du gymnasium de Leopoldstadt.
Il étudie la philosophie, la littérature et les sciences naturelles à l'université de Leipzig ; l'un de ses professeurs est Gustav Fechner. À cette époque, il produit un ouvrage important sur la philosophie d'Arthur Schopenhauer.
Il se fait remarquer en 1876 dès son premier poème Der entfesselte Prometheus qu'il écrivit à 18 ans. Durant l'été, il part rencontrer Gustav Fechner à Dresde. De retour à Vienne, il décide d'abandonner ses études.
Il correspond avec Friedrich Nietzsche, mais ils ne se rencontreront jamais. Lipiner rencontre Richard Wagner qui admire l'écrivain, mais n'aima pas l'homme qu'il rencontra à Bayreuth en 1878.
Grâce à Albert Spiegler, jeune étudiant en médecine, Lipiner a 24 ans lorsqu'il rencontre Gustav Mahler, âgé de 20 ans, et ses opinions sur divers sujets (y compris les qualités "rédemptrices" de la création artistique) en viennent à influencer considérablement le jeune compositeur. Natalie Lechner est amoureuse de Lipiner et divorce pour pouvoir l'épouser, en vain
Nina puis Clementine, les sœurs d'Albert Spiegler, seront les épouses de Siegfried Lipiner.
Dans sa jeunesse, Lipiner est porte-parole du groupe végétarien de Vienne.
À partir de 1881, il est bibliothécaire à la bibliothèque du Conseil d'Empire autrichien, plus tard son directeur. Il gagne aussi sa vie comme traducteur, notamment de Messire Thadée du Polonais Adam Mickiewicz.
En 1891, il se convertit du judaïsme au protestantisme (il adopte le nom de Siegfried comme nom d'écrivain, il avait déjà renié le judaïsme en 1870 avant d'y revenir). Les idées de Lipiner sont contre le pessimisme. Il montre le chemin de la foi.
Au fur et à mesure que sa créativité diminue, la réputation de Lipiner semble dépendre de plus en plus de sa fascination personnelle en tant que "bon vivant" et habile improvisateur des rhapsodies philosophiques avec lesquelles il divertit son cercle d'illustres connaissances à Vienne. Le mariage de Mahler avec Alma Schindler en 1902 est suivi de la rupture du compositeur avec Lipiner : Alma déteste Lipiner qui déconseilla ce mariage à Gustav Mahler.
En mai 1909, les deux hommes renouent leur amitié. Mahler, ayant une maladie cardiaque, lui pose de nombreuses questions métaphysiques, afin de surmonter ses propres doutes ;  de son côté, Lipiner a un cancer de la langue qu'il soigne au radium. Lipiner meurt de ce cancer à Vienne quelques mois après la mort de Mahler.

## Œuvre
- Der entfesselte Prometheus. Eine Dichtung in fünf Gesängen. Breitkopf und Härtel, Leipzig 1876.
- Renatus. Epische Dichtung. Breitkopf und Härtel, Leipzig 1878.
- Über die Elemente einer Erneuerung religiöser Ideen in der Gegenwart. Vienne 1878.
- Buch der Freude. Breitkopf und Härtel, Leipzig 1880.
- Merlin. Opéra en 3 actes. Musique : Karl Goldmark. Première en novembre 1886 au Wien (Hofoper)
- Der neue Don Juan. Trauerspiel in 5 Akten. Spemann, Stuttgart 1914.